# Zoltán Márki
Zoltán Márki (n. 22 mai 1928, Timișoara, România – d. noiembrie 2002, Debrețin, Ungaria) a fost un poet, jurnalist și redactor maghiar, originar din România. A fost fratele lui Alpár Márki.

## Biografie
A absolvit cursurile Colegiului Bethlen Gábor din Aiud (1947) și a obținut o diplomă de profesor în limbile maghiară-franceză la Facultatea de Filologie a Universității Bolyai (1951). A lucrat inițial ca redactor al publicațiilor în limba maghiară Igazság (1948), Utunk (1948-1960) și Igaz Szó⁠(d) (1960-1962), apoi ca redactor al secției de poezie, apoi lector la Institutul Pedagogic din Târgu Mureș (1962-1966). A revenit apoi în presă, lucrând din nou la săptămânalul Utunk (1966-1971) și apoi ca redactor-șef adjunct la A Hét (1973-1975), după care a fost director al Operei Maghiare de Stat din Cluj-Napoca (1978-1981) și redactor al cotidianului Előre până la pensionare (1981-1988). János Szász a consemnat următoarele: „...a încercat mai multe lucruri, iar timpul l-a pus la încercare în multe alte aspecte: a fost pălmaș, apoi redactor editorial, profesor de facultate, director de operă, dar a rămas mereu loial poeziei”.

## Operă
A publicat primele articole, când era încă elev la liceu, în ziarul studențesc Gaudeamus⁠(d) și în cotidianul Szabad Szó⁠(d) din Timișoara (1946), iar apoi, când a devenit student, în săptămânalul Utunk din Cluj (1948). Primele sale poezii au fost incluse în antologia Ötven vers („Cincizeci de poezii”, 1950), în care au mai fost incluse versuri scrise de Artúr B. Bárdos, Zoltán Hajdu, Erik Majtényi și János Szász. Versurile acestui grup de poeți erau influențate într-o anumită măsură de proletcultism, dar istoria literară a lui Kántor-Láng subliniază că ulterior Márki „s-a distanțat de poemele agitatoare simple, lipsite de profunzime, mai întâi prin beția cuvintelor frumoase și prin supraaglomerarea barocă a imaginilor sale și a încercat compoziții mai mari, mai solicitante...” Iată ce scrie István Szőcs despre opera sa poetică: „...se luptă mereu cu impermanența și perisabilitatea și, dintre toate lucrurile din lume, se teme pentru integritatea stărilor pure și frumoase”. Criticul observă că, în ciuda aspectului lor urban, versurile sale conțin tonuri bucolice care vibrează pe acordurile nostalgice ale unui cult idilic al naturii.

## Volume
- Hűség („Loialitate”, poezii, 1954)
- A tengerész és a halál („Marinarul și moartea”, poezii, 1960)
- A dobrudzsai dervis („Dervișul din Dobrogea”, poezii, 1963)
- A tavasz nem hasonlít semmihez („Primăvara n-are asemănare”, roman, 1965)
- Napszakok éhsége („Foamea anotimpurilor”, poezii, 1969)
- A láthatatlan kesztyű („Mănușa invizibilă”, poezii, Cluj, 1970)
- A megsebzett harangjáték („Carillonul rănit”, 50 de poezii, 1972)
- Minden egyszerre kezdődött („Totul a început dintr-o dată”, poezii și scrieri de tranziție, 1976)
- A kertben szerda van („Este miercuri în grădină”, poezii, 1981)